# Veronika Kralj Iglič
Veronika Kralj Iglič, slovenska biofizičarka, * 5. april 1959, Ljubljana.

## Življenje in delo

#### Družinsko ozadje
Veronika Kralj Iglič se je rodilla v Ljubljani mami Veroniki Zupanič Kralj in očetu Niku Kralju. Je tretja zaporedna generacija profesorjev v družini na Univerzi v Ljubljani (UL), oče Niko Kralj je bil profesor na Fakulteti za arhitekturo, ded Niko Zupanič  pa profesor na Filozofski fakulteti UL. Mama Veronika Zupanič Kralj (1922-2016) je bila učiteljica klavirja, stric Davorin Zupanič (1912-1983)  dirigent, sestrična Jelena Županič (1941-2014) pa je bila baletka solistka. Poročena je z Alešem Igličem, profesorjem fizike na Fakulteti za elektrotehniko Univerze v Ljubljani.

#### Mladost in šolanje
Veronika Kralj Iglič je obiskovala osnovno šolo  v Ljubljani in v Tel Avivu (Izrael). Vzporedno je končala nižjo stopnjo Zavoda za glasbeno in baletno izobraževanje v Ljubljani, oddelek klavir. Dokončala je  tudi nižjo stopnjo oddelka za klasični balet in prečne flavte. Od 1973 do 1976 je  obiskovala srednjo glasbeno šolo, oddelek klavir. V mladosti se je ukvarjala z umetnostnim drsanjem.  Bila je  članica državne jugoslovanske reprezentance 1972 - 1976, v letih 1975 in 1976 pa slovenska članska prvakinja. S tekmovalnim drsanjem je  prenehala l.1976. Gimnazijo je  opravila s privatnimi izpiti v letih 1977-1978 na VII. gimnaziji Vič v Ljubljani, potem pa je vpisala študij fizike na UL, kjer je diplomirala, magistrirala ter doktorirala.
Med dodiplomskem študijem je skupaj z bodočim soprogom Alešem Igličem na Medicinski fakulteti UL prejela študentsko Prešernovo nagrado za raziskovalno delo.    

#### Raziskovalno in pedagoško delo
Po doktoratu je ostala zaposlena na UL, najprej na Inštitutu za biofiziko na Medicinski fakulteti UL, sedaj pa vodi Laboratorij za klinično biofiziko na Zdravstveni fakulteti UL. Na UL je bila izvoljena v naziv redne profesorice za področje biofizike. Predava različne predmeta s področja biofizike, biomehanike in fizike na Zdravstveni fakulteti, Medicinski fakulteti in Fakulteti za elektrotehniko, vse na UL. Je koordinatorica področja doktorskega študija "Bioinženiring v zdravstvu" v okviru interdisciplinarnega doktorskega študija Bioznanosti na UL. Do sedaj bila mentorica ali somentorica pri okoli 30  doktorskih delih doma in v tujini. Med drugim je bila tudi večkrat gostujoča raziskovalka na CNR v Neaplju (Italija) ter nosilka EU (Eureka) projekta ter več ARRS projektov.  
V. Kralj Iglič je skupaj z  A. Igličem med drugim izdelala statistično mehanski opis bioloških sistemov, ki vključuje električno dvojno plast in orientacijsko urejanje gradnikov sistema ter omogoča pojasnitev stabilnosti različnih membranskih nanostruktur. S teoretičnimi, eksperimentalnimi in kliničnimi študijami sta izpostavila pomembnost medceličnega komunikacijskega sistema z membranskimi nanotubami in zunajceličnimi vezikli, ki so v zadnjem času postali predmet zanimanja kot prenašalci vnetij, okužb in metastaz. Razvijala sta metode za klinično uporabnost organskih in anorganskih nanostruktur. Obravnavala sta interakcije membranskih struktur z anorganskimi nanostrukturiranimi površinami, kakor so na primer nanotube in nanopore iz titanijevega dioksida.  Na področju zunajceličnih veziklov je Veronika Kralj Iglič aktivna v   svetovnem združenja International Society for Extracellular Vesicles (ISEV), kjer je tudi v uredniškem odboru ISEV revije Journal of Extracellular Biology.  
Dosežke svojih je  s sodelavci objavila v mnogih  mednarodno odmevnih znanstvenih člankih in monografijah ter pomembno prispevala k razvoju mladih kadrov na področju bioznanosti. V letu 2021 je skupaj s soprogom za svoje raziskovalno delo prejela Zoisovo priznanje Republike Slovenije.